# Chasmistes liorus
Chasmistes liorus és una espècie de peix de la família dels catostòmids i de l'ordre dels cipriniformes.

## Subespècies
- Chasmistes liorus liorus (Jordan, 1878)
- Chasmistes liorus mictus (Miller & Smith, 1981)[1]